# 도매

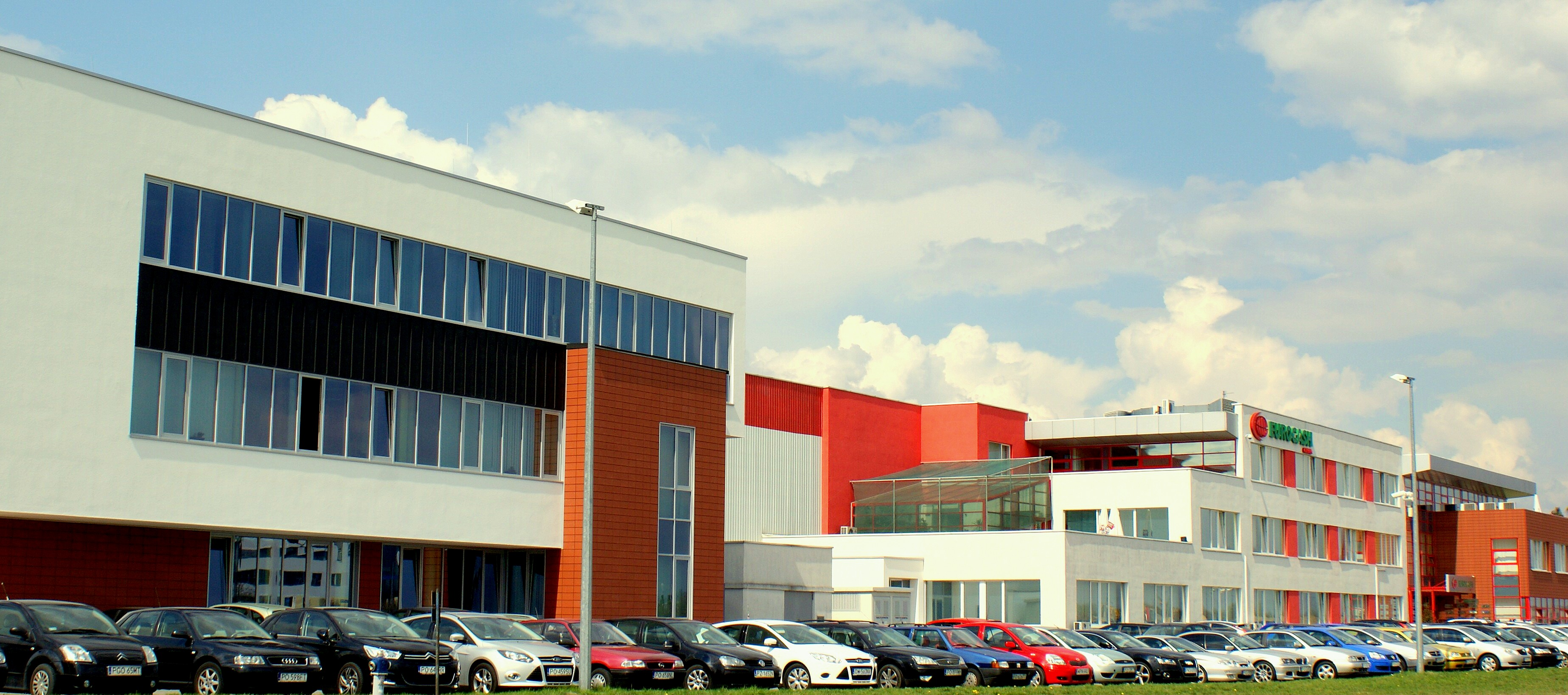
폴란드의 도매업체 유로캐시 그룹의 본사

도매(都賣, 영어: wholesaling, distributing)는 상품 유통 과정에서 생산 · 수확과 유통의 중간에 위치하는 경제 (판매) 활동을 하는 업종이다.

## 도매상
도매상(都賣商)이란 소매상을 비롯한 판매업자 혹은 산업·상업·관공서 및 공공기관 등의 사용자에게 상품을 판매하는 상업기관으로 매매 이외에 보관·금융·위험부담 등의 기능을 수행한다. 즉 도매상은 생산자에 대한 그 판매기관으로 ① 판매에 따르는 여러 가지 불편을 덜어주며, ② 판매경비를 절약하게 하고 금융상의 원조를 주며, ③ 생산품의 장기저장을 대행한다. 또한 소매상에 대해서는 ① 구입원가를 저렴하게 하고 구입업무를 간편하게 하며, ② 금융적인 원조나 그 밖의 조언을 주며, ③ 대량재고를 여러 소매상에게 분배함으로써 가격 변동이나 유행의 변화에서 오는 위험을 부담하는 기능을 발휘한다.
이러한 도매상은 거래범위·영업방법 또는 그 기능에 따라 여러 가지 형태로 분류되지만, 일반적으로 대리상·1차도매상·2차도매상·산지(産地)도매상·종합상사 등으로 요약하여 설명할 수 있다.

## 같이 보기
- 소매 (상업)